# Bacopa amplexicaulis
Bacopa amplexicaulis là một loài thực vật có hoa trong họ Mã đề. Loài này được (Pursh) Wettst. mô tả khoa học đầu tiên năm 1891.